# 木村昌彦
木村 昌彦（きむら まさひこ、1958年8月26日 - ）は、日本の柔道家、研究者。

## 経歴
山形県で生まれる。筑波大学体育専門学群コーチング卒業。山梨大学大学院総合研究部医学領域社会医学講座博士課程修了。
1987年、防衛大学校所属で第13回全日本サンボ選手権大会90 kg超級優勝。
1998年ドイツ国際銀メダリストの宝寿栄が横浜国立大学時代に柔道部監督をつとめていた。1992年バルセロナオリンピックから2016年リオデジャネイロオリンピックまでオリンピックにおいて柔道日本代表選手団に携わる。2015年現在、全日本柔道連盟強化委員。2016年リオデジャネイロオリンピックでは柔道日本代表チームのチームリーダーを務める。2005年4月から、横浜国立大学教育人間科学部教授。2013年4月から、横浜国立大学教育人間科学部附属鎌倉小学校校長。2015年4月から、横浜国立大学教育人間科学部附属鎌倉中学校校長。2016年4月から、神奈川体育学会会長。2017年4月から、横浜国立大学教育学部教授、日本武道協議会理事、神奈川県学生柔道連盟顧問。2018年4月から、鎌倉市教育委員会点検・評価委員会委員、横浜市教育委員会運動部活動を考える会懇談会委員、日本オリンピック委員会強化委員会強化スタッフ。2019年4月から帝京科学大学客員教授及び放送大学神奈川学習センター客員教授、スポーツ庁参事官（民間スポーツ担当）付技術審査委員会専門員。2019年12月から、横浜市教育委員会委員。2020年1月から、全日本柔道連盟指導者養成委員会委員長。2020年4月から、スポーツ庁参事官（民間スポーツ担当）付技術審査委員会技術審査専門委員。2020年、誤審騒動で話題となった講道館杯のNHK-BS中継放送で解説をつとめる。2021年4月から、日本武道学会理事。2005年と2010年に文部科学省スポーツ功労者顕彰を受賞。

## 著作
- 木村昌彦、斉藤仁、篠原信一、田中力、鈴木桂治、谷本歩実『柔道の教科書 いちばんわかりやすい!』つちや書店、2011年9月1日。ISBN 978-4806912057。
- 木村昌彦『よくわかる柔道受け身のすべて』ベースボール・マガジン社、2016年4月1日。ISBN 978-4583109992。
- 木村昌彦、射手矢岬、中村良夫、中村文彦『寝業の傅統』三恵社、2013年7月1日。ISBN 978-4-86487-108-2。